# Roberto IV de Artois
Roberto IV de Artois (1356  -Nápoles, 20 de julio de 1387) fue Conde de Eu desde abril a julio de 1387.

## Vida
Era hijo de Juan de Artois, conde de Eu y de Isabel de Melun. 
Alrededor de 1376, se casó con su prima Juana de Durazzo, hija del duque de Durazzo. Roberto IV heredó el Condado de Eu el 6 de abril de 1387 junto con Saint-Valery y Ault, sin embargo, él se encontraba en Nápoles en ese momento, nunca supo de la muerte de su padre. Él y su esposa fueron envenenados mientras permanecía en Castel dell'Ovo el 20 de julio de 1387 por orden de la hermana de Juana, Margarita, regente de Nápoles. Robert y Juana fueron enterrados en la iglesia de San Lorenzo Maggiore en Nápoles.
El matrimonio de Roberto y Juana no tuvo hijos. Roberto fue sucedido en Eu por su hermano menor Felipe de Artois, conde de Eu.